# Drug Policy Alliance
De Drug Policy Alliance (DPA) is een non-profitorganisatie gevestigd in New York met het doel om de Amerikaanse War on Drugs te beëindigen. De organisatie wordt geleid door Ethan Nadelmann. De benoemde doelen van de organisatie zijn het decriminaliseren van verantwoordelijk drugsgebruik, het promoten van schadebeperking en behandeling in reactie op drugsmisbruik, en het faciliteren van een open dialoog over drugs tussen jongeren, ouders, en onderwijzers.
De organisatie is een van de grootste belangengroepen in de strijd tegen de War on Drugs, en is bekend als de drijvende kracht achter Proposition 36 in Californië, een controversieel referendum dat drugsbezit aldaar gedeeltelijk decriminaliseerde.